# Krasnyj Dwor (obwód smoleński)
Krasnyj Dwor (ros. Красный Двор) – wieś (ros. деревня, trb. dieriewnia) w zachodniej Rosji, w osiedlu wiejskim Pieriewołoczskoje rejonu rudniańskiego w obwodzie smoleńskim.

## Geografia
Miejscowość położona jest nad rzeką Małaja Bieriezina, 8,5 km od granicy z Białorusią, przy drodze regionalnej 66K-28 (Diemidow – Rudnia) i drodze federalnej R120 (Orzeł – Briańsk – Smoleńsk – granica z Białorusią), 5 km od centrum administracyjnego osiedla wiejskiego (Pieriewołoczje), 1,5 km od centrum administracyjnego rejonu (Rudnia), 64,5 km od Smoleńska.
W granicach miejscowości znajdują się ulice: Centralnaja, A. G. Kowaliszyna, Lesnaja, Mikulinskaja, Mikulinskij 1-yj pierieułok, Mikulinskij 2-oj pierieułok, Nabierieżnaja, Nowaja, Riecznaja, Sczastliwaja.

## Demografia
W 2010 r. miejscowość zamieszkiwało 436 osób.

## Historia
W czasie II wojny światowej od lipca 1941 roku wieś była okupowana przez hitlerowców. Wyzwolenie nastąpiło w październiku 1943 roku. We wsi znajduje się zbiorowa mogiła żołnierzy radzieckich poległych w walkach z okupantem.